# Протипіхотна міна

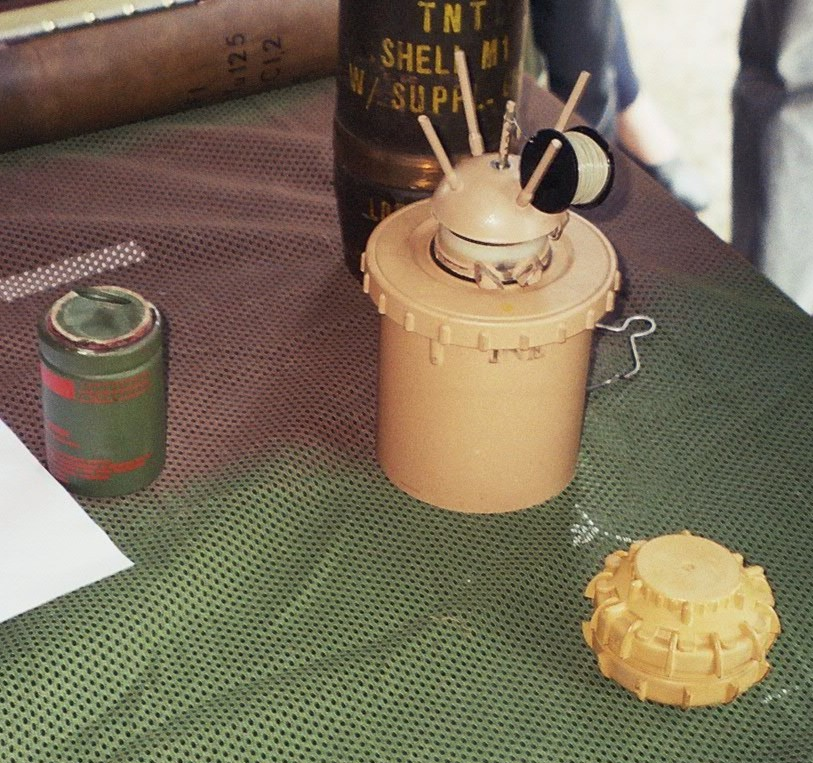
Зліва направо: Протипіхотні міни M14 (США), Valmara 69 (Італія), VS-50 (Італія)

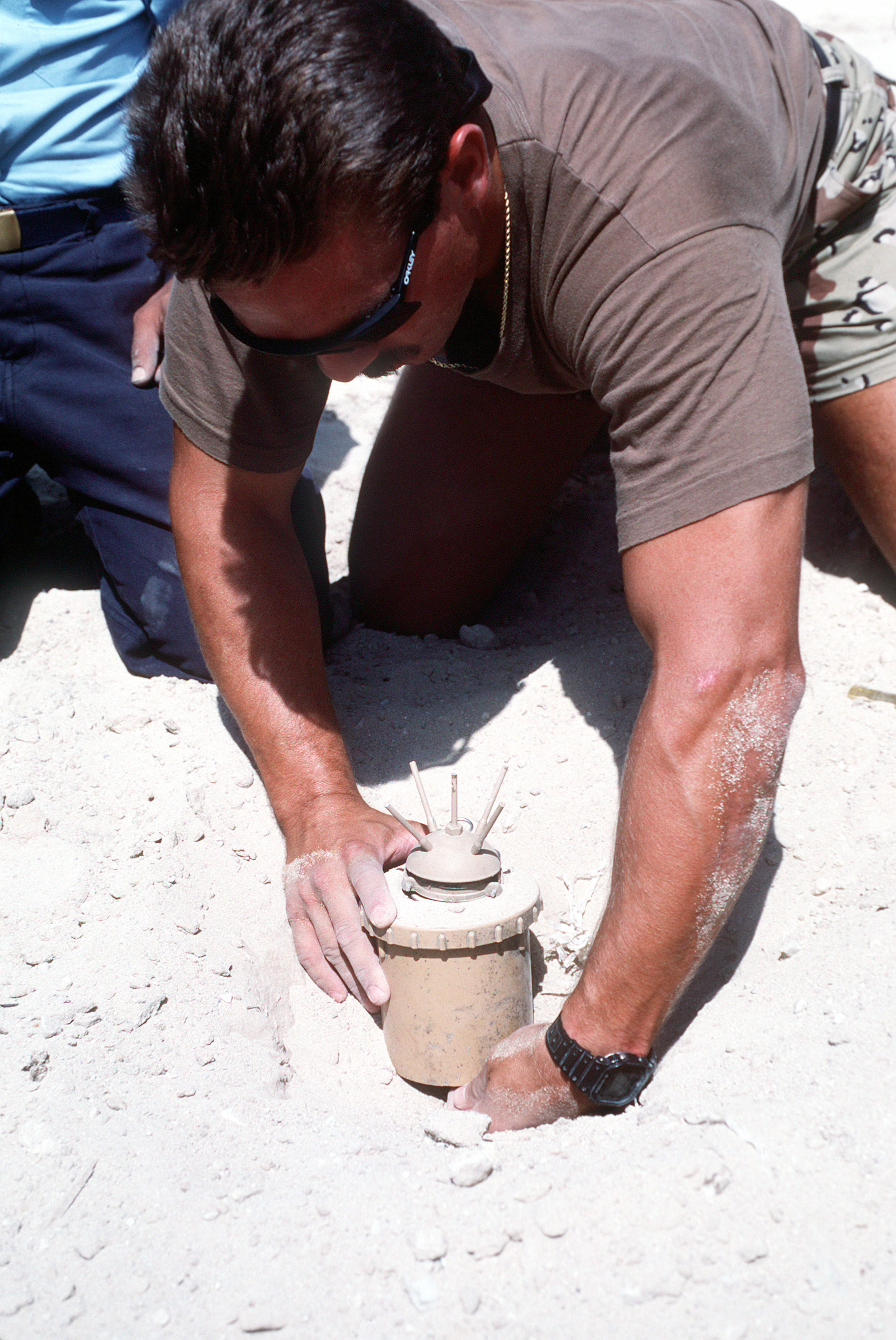
Розмінування протипіхотного мінного поля. Кувейт. 14 вересня 1992

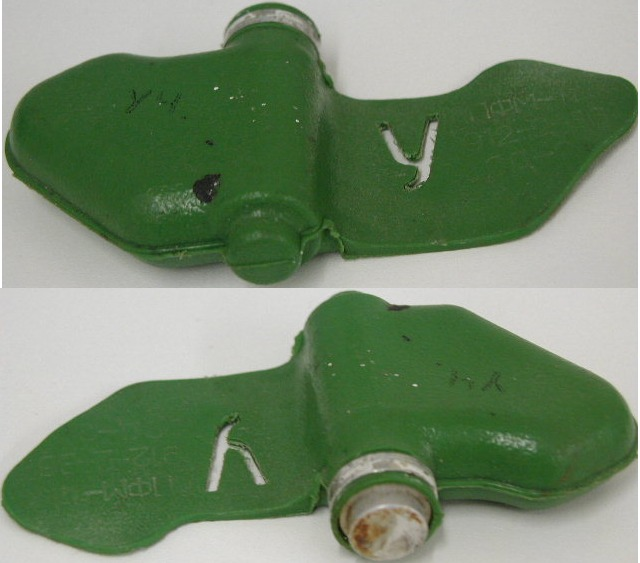
Радянська протипіхотна фугасна міна ПФМ-1

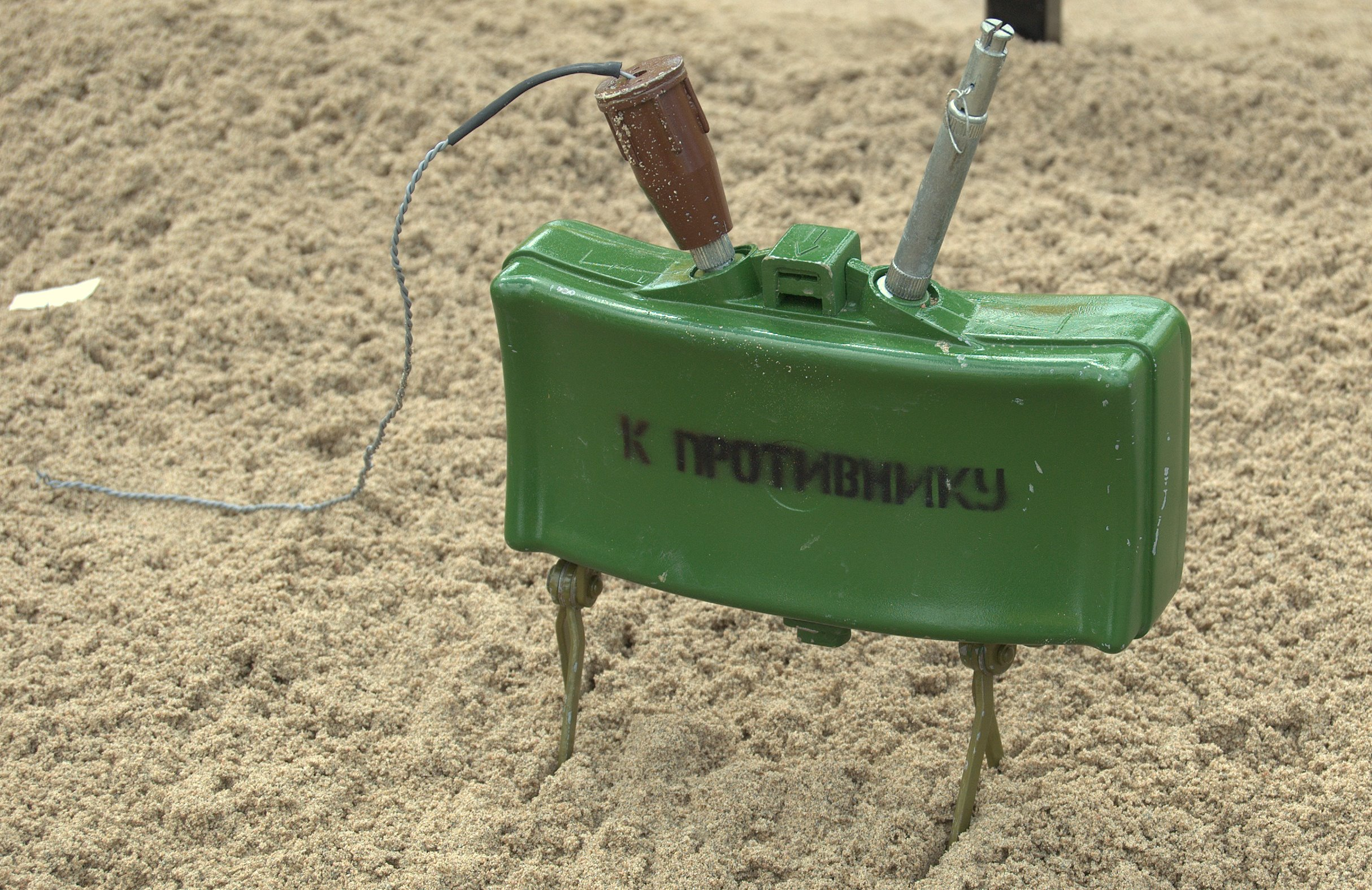
Протипіхотна міна скерованої дії МОН-50

Протипіхо́тна мі́на (ППМ) — інженерний боєприпас (міна), призначений для ураження живої сили противника дією продуктів вибуху (фугасні) або осколками (осколкові). Різновидом осколкових мін є такі, що вистрибують, та вибухають у повітрі на висоті 0,5—1,5 м, та міни направленої дії, при вибуху яких осколки розлітаються в визначеному напрямку. Маса фугасних мін 85—450 г (заряду 30 — 200 г); осколкових, що вистрибують — 1,6— 4,5 кг (заряду 75—500 г). В ролі протипіхотних осколкових мін інколи використовуються артилерійські снаряди з різними детонаторами. У фугасних протипіхотних мінах застосовуються детонатори натискної дії, в осколкових — натискної або комбінованої — натяжного-натискної дії.
У 1999 році Україною була підписана Оттавська конвенція, яка забороняє застосування, виробництво і зберігання протипіхотних мін. У 2025 році президент України підписав указ про вихід України з Конвенції. Причиною виходу зазначають те, що Росія не є стороною Конвенції і масово застосовує міни проти українських військових і цивільних.

## Характеристики та устрій
Протипіхотні міни складаються із заряду вибухової речовини, детонатора (замикача), датчика цілі, підривника і корпусу (з металу, дерева, пластмас) відомі безкорпусні конструкції — з вибухової речовини підвищеної міцності. Деякі типи протипіхотних мін мають пристрої (запобіжники), що забезпечують безпеку при установці, елементи невитягуваності та незнешкоджуваності, які ускладнюють зняття і знешкодження, а також самоліквідатори, що викликають вибух міни або що приводять її в безпечний стан через заданий проміжок часу.
Показники дії протипіхотних осколкових мін:
- Радіус суцільного ураження: найбільша відстань від місця вибуху, на якій є така середня щільність потоку забійних осколків, коли на ціль площею 0,75 м² (висотою 1,5 м і шириною 0,5 м) припадає хоча б один забійний осколок, з ймовірністю враження цілі 0,63.
- Приведена площа ураження: умовна площа мішені, яка буде уражена з ймовірністю 0,99.

## Призначення
Протипіхотні міни призначено для ураження живої сили. Розрізняють міни фугасні (ПМД-6М, ПМН) і осколкові (ПОМЗ-2М, ОЗМ-72, МОН-50). Протипіхотну міну ПМД-6М вилучили з озброєння як застарілу, але її принциповий механізм дії є аналогічним для пізніших модифікацій протипіхотних мін.
Протипіхотна міна ПМН має пласмасовий корпус. Принцип дії: у разі натискання на міну, кришка і шток опускаються; бойовий виступ штока виходить із зачеплення з ударником, він звільняється і під дією бойової пружини наколює запал, який, вибухаючи, спричиняє вибух міни. Протипіхотні фугасні міни взимку за глибини снігу до 10 см встанавлюють на грунт, а за більшої глибини  - на утрамбований сніг з маскувальним шаром до 5 см.
ПОМЗ-2М - протипіхотна осколкова міна натяжної дії кругового ураження, призначена для виведення з ладу супротивника. Ураження завдається осколками корпуса міни при її підриві в той момент, коли вояк супротивника, зачепившись ногою за дротову розтяжку,мимоволі висмикне бойову чеку зривника. Вивільняючись, ударник під дією пружини наколює запал, через що відбувається підрив міни.
Міна-пастка - спеціальний пристрій, який може бути замаскований під безпечні зовні предмети побуту. Пристосований для того, щоб убивати чи завдавати ушкоджень. Спрацьовує раптово, коли людина торкається чи наближається до начебто нешкідливого предмета або здійснює , здавалося б, безпечну дію. Найчастіше встановлюються в будинках, спорудах, поблизу предметів повсякденного вжитку, зброї, дитячих іграшок. Міни-пастки призначені для створення атмосфери невпевненості та підозри, тим самим знижуючи морально-бойовий дух, змушуючи бути більш оборежними, що призводить до уповільнення руху.
Міни-розтяжки. Найімовірніші місця для мінування: а) вузькі ділянки доріг. б) в місцях зручних для засад. в) узбіччя доріг та грунтові дороги. г) навколо будь-яких перешкод. д) в канавах, навколо будинків та в місцях які зручно використовувати як сховище. е) навколо покинутого спорядження. є) на зруйнованих шляхах, стежках та залізничних коліях. ж) в місцях суспільно можливих.

## Класифікація протипіхотних мін
За способом приведення в дію протипіхотні міни поділяються на некеровані і керовані. Некеровані міни вибухають від дії людини (тварини) на детонатор (датчик цілі детонатора), а також після закінчення заданого часу. Керовані міни переводяться в бойове положення або спрацьовують по команді, переданій по радіо або дротам.
За термінами спрацьовування протипіхотні міни бувають миттєвої дії — що вибухають при дії уражаємого об'єкту і сповільненої дії (МСД) — що автоматично спрацьовують або приходять в бойове положення після закінчення заданого часу.
Залежно від конструкції детонатору протипіхотні міни поділяються на контактні та неконтактні. Контактні спрацьовують при безпосередньому натиску вагою кілька десятків кілограм на їх детонатор (датчик цілі детонатора), а неконтактні — від дії фізичного поля цілі (магнітного, акустичного, вібраційного).
За способами установки розрізняють такі протипіхотні міни: витягуванні, які можна витягати з місця установки, та невитягуванні — що вибухають при такій спробі.
За способом спричинення шкоди протипіхотні міни діляться:
- Фугасні (ураження об'єкта продуктами вибуху)
- Осколкові (ураження об'єкта осколками які розташовані в корпусі міни або шматками корпусу). Залежно від зони розльоту осколків поділяються на міни кругового й спрямованого ураження.
- Осколково-фугасні

За типом датчика цілі протипіхотні міни бувають:

Країни, що підписали Оттавську конвенцію «(Конвенція про заборону застосування, накопичення запасів, виробництво і передачу протипіхотних мін та про їх знищення)»

- натискної дії;
- магнітної дії;
- теплової дії;
- інфрачервоної дії.